# Gemini (Wild Nothing)
Gemini è l'album di debutto del gruppo musicale indie rock statunitense Wild Nothing, pubblicato il 25 maggio 2010 su etichetta Captured Tracks.
Gemini ha ricevuto recensioni in gran parte positive dalla critica musicale contemporanea. Ian Cohen di Pitchfork ha elogiato l'album affermando, "Wild Nothing non sembra un semplice esercizio di genere ma piuttosto un'espressione personale onesta nata da un intenso fanatismo musicale. E in uno strano modo, diventa qualcosa di un affare ingannevolmente gioioso, un promemoria del motivo per cui così tanti cantautori si ritirano in camere da letto o garage per perdersi nel processo di creazione musicale."
Stereogum ha nominato Gemini il nono miglior album del 2010. Pitchfork ha inserito Gemini al numero 49 nella sua lista dei migliori album di fine anno, mentre la traccia Chinatown si è piazzata al numero 73 nella sua lista delle migliori tracce di fine anno. Nel 2018, il sito ha anche inserito Gemini al numero 25 nella sua lista dei 30 migliori album dream pop.

## Tracce
1. Live in Dreams – 3:25
2. Summer Holiday – 4:02
3. Drifter – 3:33
4. Pessimist – 1:47
5. O, Lilac – 3:02
6. Bored Games – 4:00
7. Confirmation – 3:13
8. My Angel Lonely – 2:58
9. The Witching Hour – 4:07
10. Chinatown – 3:18
11. Our Composition Book – 3:47
12. Gemini – 5:25